# ЛВГ D.IV
ЛВГ D.IV је једноседи ловачки авион направљен у Немачкој. Авион је први пут полетео 1917. године. 

Авиону се запалио мотор током првог дана испитивања у конкурсу РВ, и није више обнављан.
Највећа брзина авиона при хоризонталном лету је износила 180 km/h.
Распон крила авиона је био 8,50 метара, а дужина трупа 6,28 метара. Празан авион је имао масу од 680 килограма. Нормална полетна маса износила је око 935 килограма. Био је наоружан са два 7,92-мм пулемета ЛМГ 08/15 Спандау.

## Наоружање
| Наоружање авиона: ЛВГ          |      |
| Ватрено (стрељачко) наоружање  |      |
| Топ                            |      |
| Митраљез                       |      |
| Број и ознака митраљеза        | 2    |
| Калибар                        | 7,92 |
| Бомбардерско наоружање (бомбе) |      |
| Ракетно наоружање (ракете)     |      |